# 能因
能因（日语：／ Nōin */?，988年—1050年代），本名橘永愷（日语：／ Tachibana no Nagayasu */?），是日本平安時代中期僧人和歌人，橘氏出身，中古三十六歌仙、釋教三十六歌仙和《百人一首》歌人之一，有65首作品收錄於敕撰和歌集。1951年6月9日，能因法師求雨樟樹以「大山祇神社的樟樹群」的名義獲文化廳指定為自然紀念物。1985年7月1日，傳為其墓的能因法師墳以「傳能因法師墳附文塚、不老水、花之井」的名義獲高槻市指定為紀念物，冷泉時雨亭文庫藏《能因集》則是重要文化財。

## 生平
按《尊卑分脈》以及《橘氏系圖》記載，能因是正四位下長門守橘元愷之子，另一方面《中古歌仙三十六人傳》記載他是其兄肥後守橘為愷養子，《世界大百科事典》則視能因是為愷之子，《國史大辭典》，《日本古典文學大辭典》以及《日本大百科全書》均視他是元愷之子，並且同時提及有說法認為他是為愷的養子，《和歌大辭典》則指出他可能是元愷或為愷之子，川村晃生則指出由於當時兄弟會使用通字，使用愷字的橘氏族人也只有他、為愷和元愷，推測三人實為兄弟，而晚年得子的忠望將能因交給長兄為愷當養子，據《御堂關白記》寬弘2年8月5日（1005年9月11日）條記載，由於為愷在同年7月8日（8月15日）被殺後，能因成為了二兄元愷的養子。生卒年份方面，按《能因集》記載，他在萬壽元年（1024年）時37歲，因此通過計算可以得知他生於永延2年（988），逝年方面，由於他參加了在永承5年6月5日（1050年6月26日）舉行的祐子內親王歌合，而在翌年5月5日（1051年6月15日）的內裏根合之後的歌合則再沒有記載其名字，清水文雄推測他死於這段期間，享年63歲或64歲，然而《平安朝歌合大成》則記載他參與了同年11月舉行的修理大夫俊綱歌合，《扶桑略記》則記載他出席了翌年6月5日（1051年7月15日）在賀陽院舉行的和歌會，高重久美更指他在永承7年（1052年）時還在生。此外，他另有一子橘元任，按收錄於《續詞花和歌集》的藤原兼房的作品的詞書（《新編國歌大觀》編號427）記載，他尚有一女。
寬弘初年，能因成為文章生，自號肥後進士，其後在長和3年或4年（1013年或1014年），當時年約26或27歲的他出家，《日本大百科全書》指按《能因集》記載，他的出家理由是因為戀人去世，《國史大辭典》則稱是因為他有感下級貴族升官的機會渺茫，從而選擇在和歌的世界發展下去。最初法號是融因，後來才改能因，其後他輾轉居住過難波、兒屋（現大阪府高槻市安滿北之町一帶或兵庫縣伊丹市）以及古曾部等地，據稱他也曾經從事過買賣馬匹的工作，並且走遍甲斐、三河、陸奧、遠江、美濃、伊予以及美作等地，亦曾經兩度到訪陸奧。

## 和歌
能因總共有65首和歌收錄於敕撰和歌集，作品以日常生活題材為主，與當時重視繁複的修辭的流行相比，其歌風以平實抒情為主，偏向於新古今調，同時亦酷愛歌枕，大成作收錄於《能因集》「想像奧州十首」內（《新編國歌大觀》編號149），按《古今著聞集》以及《十訓抄》等記載，他自己在京都寫下的和歌後，為了讓人以為他是到訪當地時所寫的，他特意在家中把自己曬黑，然後才將其公諸於世，該作品收錄於《後拾遺和歌集》（《新編國歌大觀》編號518），作為行腳歌人也影響了後來的西行等人。歌合方面，他先後出席在長元8年5月16日（1035年6月24日）舉行的賀陽院水閣歌合、長曆2年9月13日（1038年10月13日）的權大納言師房歌合、永承4年11月9日（1049年12月6日）舉行的內裏歌合、永承5年6月5日（1050年6月26日）舉行的祐子內親王歌合、同年以前秋天覺行的式部大輔資業歌合以及同年11月舉行的修理大夫俊綱歌合。此外，按《袋草紙》記載，他師承於藤原長能，為和歌界最早的師徒，與藤原資業、藤原廣業、藤原公任、藤原保昌、藤原兼房、源道濟、大江正言、大江嘉言、橘則長和相模等人也關係良好，也有份指導藤原家經、橘為仲、藤原範永、平棟仲、源賴實和源賴家等人。
- 《小倉擬百人一首》
能因法師 宿禰太郎 立田之前
歌川廣重的浮世繪
- 《百人一首內 能因法師》
歌川國芳的浮世繪

《百人一首》入選作是：
| 《新編國歌大觀》版本 | 全日本歌牌協會版本 | 嵯峨嵐山文華館版本 | 中譯                                        |
| -------------------- | ------------------ | ------------------ | ------------------------------------------- |
|                      |                    |                    | 颯颯飄紅葉 秋風三室山 清波成錦綉 斑斕龍田川 |

這首和歌收錄於《後拾遺和歌集》卷第五「秋下」，《新編國歌大觀》編號是366，詞書是「作於永承四年內裏歌合時」（永承四年内裏歌合によめる）。此歌是能因晚年的作品，意思是原本對強風吹散了三室山的紅葉感到惋惜，如今看到紅葉在龍田川飄流，才發現強風吹散的紅葉其實就是龍田川的錦，紅葉是為了變成這條河流的錦才飄落下來的。藤原定家採納這首古風的作品至《百人一首》是由於此歌同時以兩首收錄於《古今和歌集》的作品（《新編國歌大觀》編號283和284）為本說，雖然這兩首和歌均是在表達龍田川紅葉之美，與此歌將三室山的紅葉視作為龍田川的錦的構想並不相同，不過通過首句將它的美動態化，讓紅葉而成的錦的美昇華至更高的層次。然而，此歌自古以來的評價卻甚低，定家自身也僅將其採錄至《定家八代抄》，龍田川、紅葉與錦的結構也早見於在原業平的《百人一首》入選作，在《後撰和歌集》時期已經到達巔峰，加上在平安時代中期，暗喻由於變得過度常態化而被視為過於陳腐，這也導致了此歌的評價一落千丈，此歌在近代也劣評如潮，石田吉貞認為像能因這樣優秀的歌人，實在難以理解為何這首毫無美感的和歌會入選，井上宗雄則認為定家是為了裝飾小倉山莊的障子才強行選了這首歌。
- 《小倉百人一首》
能因法師
菱川師宣繪本
- 能因法師畫像
伊勢寺（日语：伊勢寺）藏

首句是指從山上吹下來的風。第二句是指三室山，三室又寫作御室，有祭祀場地或神社的意思。第三句是指紅葉。第四句是指龍田川，為三室山以東的河流，屬於與第二句形成對比的歌枕。末句意思是就是錦啊，錦是指綾羅綢緞，這裏以紅葉來暗喻綾羅綢緞，是表示斷定的助動詞的連用形，則表示感動。

## 家集
能因的家集是《能因集》，又稱《能因法師集》，三卷一冊，首先是自行撰寫的類別，由於最後段的和歌以閏5月為題，由此可以得知是能因在寬德2年（1045年）時自行編寫而成，並且在寫下文言文序言來展述其從投身和歌界至編寫自己家集為止的意圖與抱負之後，推測獻給了藤原賴通。家集大致按年代來排列，上中下卷分別是青年、壯年和老年時的和歌，上卷最初是早春庚申夜戀歌十首，收錄了直至寬弘年間（1004年至1012年）能因約20多歲時的作品，其中包括了與藤原長能、大江嘉言和源道濟等人的贈答歌，中卷最初記述了能因由於戀人死去而出家，收錄了直至長元年間（1028年至1037年）能因約40多歲左右的作品，其中記述了與藤原保昌和源道濟等人的交友關係以及涵蓋了前往陸奧時的作品等等，下卷最初則是賀陽院水閣歌合的作品，收錄了直至長曆和長久年間（1037年至1044年）能因約50歲左右時的作品，其中包括了他懷緬保昌等人的作品以及前往伊予時的和歌。三卷以其生涯各自重要的部分來作出區分，囊括了他與其他歌人之間的關係以及到日本各地旅行時留下的足跡，其朋友的作品也僅限於一條天皇在位時的歌人，故意排除了後輩歌人的和歌。家集分為榊原家本《能因集》、宮內廳書陵部藏《能因法師歌集》以及冷泉時雨亭文庫藏《能因集》，首先榊原家本是長27厘米，寬20厘米的袋綴，外題為能因集，題簽位於左上方，沒有內題，有32頁著墨，一面十行，和歌一行，卷末奧書寫有文龜2年（1502年）愛王丸，末段貼有一張紙指出童王丸是中御門宣秀的幼名，由其手抄而成，收錄歌數是256首，其中包括一首連歌，同類的尚有島原松平文庫本。其次，書陵部本雖然同樣收錄了256首和歌，但是也有榊原家本沒有的文言文序文，不過也缺少了兩首和歌以及有兩首重複，缺少的兩首為榊原家本第136首下句起至第138首上句為止，重複的地方則分別是在榊原家本的第53首和第53首之間，插入了第231首之後的一首歌，以及在榊原家本第238首和第239首之間，插入了第237首以及另外兩首和歌的詞書，與此同時榊原家本第239首的詞書也與第238首重複，雖然書陵部本另有藤原俊成和真觀等人分別在治承4年（1180年）和寬元4年（1246年）等時期的奧書，但是榊原家本相對地仍然更接近家集的原型。其三，被認為是衍生出書陵部本的冷泉時雨亭文庫本抄寫於弘安8年（1285年），與書陵部本之間約有七處不同，同時也有書陵部本的兩首重複歌，跟榊原家本相比封面背後則有記述以及文言文序文。
此外，尚有屬於由他人撰寫的阿波國文庫舊藏，現書陵部藏《能因集》，為長27厘米，寬18厘米的袋綴，外題是「能因法師歌集 完」，題簽則在左上方，內題則沒有完字，其餘相同，有23頁著墨，一面八行，和歌一行，卷末有引用自《敕撰作者部類》和《拾芥抄》的勘物，段落分為四季、戀和雜，總共收錄了157首和歌，與能因自己撰寫的版本有相當大的差異，雖然採用了敕撰集和私撰集等作為資料，但是杜撰的內容甚多，例如誤收其他人的作品或寫錯詞書等等，舉例來說第3首在《後拾遺集》（《新編國歌大觀》編號44）的作者是詠人不知，實際上《新編國歌大觀》編號43的和歌才是能因的作品，第4首的詞書則寫成是正治（1199年至1201年）百首，《夫木和歌抄》本身則視此歌為能因的作品，此外又誤收了慈圓的43首作品，不過也同時獨自收錄了能因在內裏歌合以及修理大夫俊綱歌合等的作品。底本方面，《私家集大成》以榊原家本和阿波國文庫舊藏本為底本，《新編國歌大觀》以榊原家本為底本，《桂宮本叢書》以書陵部本為底本。

## 編著
能因著有《能因歌枕》、《玄玄集》、《題抄》和《八十島記》等書，其中《題抄》和《八十島記》均已散佚。其中，《能因歌枕》是一本歌學書，內容涵蓋各地的歌枕以及每個月的歌語，為當時歌人創作和歌時的參考書之一，《八雲御抄》將此書、《新撰髓腦》、《俊賴髓腦》、《綺語抄》和《奧義抄》並列為五家髓腦，此書同時也獲《袖中抄》多次引用，加上與《古今和歌六帖》以及《枕草子》等關係密切，對後世歌學書有重要影響。此書分為元祿9年（1696年）等的廣本以及書陵部本的略本，廣本收錄於《新編國歌大觀》，略本收錄於《歌學文庫》，《日本歌學大系》則同時收錄了兩個版本。此外，以《能因法師歌枕》或《名所歌枕》之名收藏於宮內廳書陵部、島原松平文庫、初雁文庫以及京都大學等組織的書籍則可能由後世冒名，未必是能因之作。與此同時，能因有一書名為《坤元儀》，《日本古典文學大辭典》認為已經散佚，《和歌文學大辭典》則認為與《能因歌枕》為同一書籍。
另外，《玄玄集》是一本私撰和歌集，受到了紀貫之的《新撰和歌》以及藤原公任的《三十六人撰》等的影響，雖然並非《後拾遺集》的參考資料，不過卻是《金葉和歌集》三奏本以及《詞花和歌集》集的參考資料之一，成書於永承初年（1046年）左右，收錄了自一條天皇在位的永延年間（987年至989年）至後朱雀天皇在位的寬德年間（1044年至1046年）為止的92名歌人，總共167首作品，入集最多的歌人按順序是藤原長能（10首）、藤原道綱母（7首）、藤原公任、和泉式部、赤染衛門（各6首）、源重之、惠慶、源道濟（各5首）、花山天皇、大江嘉言（各4首）、藤原道信、藤原實方、小大君、馬內侍、藤原輔尹和藤原賴通（各3首），現存版本均源自寫有寶治2年（1248年）奧書版本的手抄本，分為第一類的彰考館本、多和文庫本和聖母清心女子大學本，收錄歌數是166首，第二類的明治大學本、無窮會平沼文庫本、京都大學本、岡山大學本、島原松平文庫本以及群書類從本，收錄歌數是167首，第三類是書陵部本、陽明文庫本、靜嘉堂文庫本和京都女子大學本，收錄歌數是166首，三類各有其缺失的部分，第一類缺少了第24首以及第54首和歌，第二類雖然有此兩首，但是缺少了第一類的第135首以及目錄，第三類則有第24首，而缺失第54首、第135首以及目錄，其中，《新編國歌大觀》採用的彰考館本則是與《新撰和歌集》、《金玉和歌集》以及《今撰和歌集》的合輯，《玄玄集》排在其中的第2位。此外，尚有同時彌補了三類各自的缺失部分的定家筆本手抄本射和文庫本。

### 註解
1. ↑  能因的父親誰屬存在爭議，參見#生平。
2. ↑  能因的逝世日期存在爭議，參見#生平。
3. ↑  詞書是指該和歌的主題和寫作動機等相關事宜[18]。
4. ↑  贈答歌是指兩人之間互相通過和歌來溝通[32]。
5. ↑  髓腦是指講述和歌的法則或奧義等的書籍[35]。

## 外部連結
- . 國書數據庫 （日语）.
- . 國際日本文化研究中心和歌數據庫 （日语）.
- . 國書數據庫 （日语）.
- . 國書數據庫 （日语）.